# Boppelsen
Boppelsen is een gemeente en plaats in het Zwitserse kanton Zürich, en maakt deel uit van het district Dielsdorf.
Boppelsen telt 1223 inwoners.